# اتو بمبرگ
اتو بمبرگ (انگلیسی: Otto Bemberg; ۱۸۲۷ – ۲ مارس ۱۸۹۵) کارآفرین و اهالی کسب‌وکار اهل آرژانتین بود، که در سال ۱۸۹۰ شرکت کویلمز را تأسیس کرد.